# Чоловіки під охороною
«Чоловіки під охороною» (фр. Les Hommes protégés) — науково-фантастичний роман французького письменника Робера Мерля з елементами соціальної антиутопії, виданий 1974 року.

## Сюжет
За сюжетом людство вражає досі невідомий вірус — енцефаліт-16. Він виявляється смертельним лише для статевозрілих чоловіків. У більшості країн світу встановлюється матріархальна диктатура, а окремі групи вчених активно працюють над вакциною.

## Переклади
- Мерль Робер. Чоловіки під охороною: Роман. — журнал «Всесвіт», № 6 1989. Переклад із французької Григорія Філіпчука.